# Javier Clemente
Javier Clemente Lázaro (Baracaldo, Vizcaya, 12 de marzo de 1950) es un exfutbolista y entrenador español. En sus años de profesional jugaba como centrocampista y su único equipo profesional fue el Athletic Club.
Como entrenador, ha dirigido en España a nueve clubes, con los que suma más de quinientos partidos en Primera División, entre los que destacan el Athletic Club, con el que ganó dos Ligas y una Copa del Rey, y el R. C. D. Español, con el que logró un subcampeonato en la Copa de la UEFA en la temporada 1987-88. Fue el seleccionador nacional de España entre 1992 y 1998, a la que dirigió en dos Mundiales —1994 y 1998— y en la Eurocopa 1996. Posteriormente, también dirigió a las selecciones de Serbia, entre 2006 y 2007; de Camerún, entre 2010 y 2011; y de Libia, entre 2013 y 2016 y su segunda etapa entre 2021 y 2022.

## Trayectoria

### Como jugador

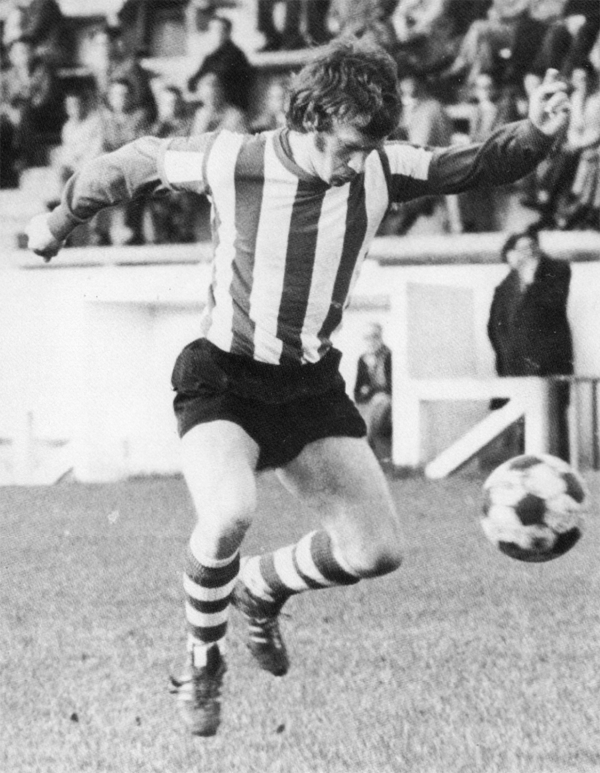
Clemente en su época de futbolista.

Comenzó a jugar al fútbol en el colegio Nuestra Señora del Carmen de los Hermanos de La Salle, donde estudió, y posteriormente se incorporó a los equipos juveniles del Barakaldo C. F. De ahí, pasó a las categorías inferiores del Athletic Club. Con edad de juvenil fue convocado por primera vez con el primer equipo, con el que debutó el 18 de septiembre de 1968 en un partido de 1/32 de final de la Copa de la UEFA (Athletic 2 - Liverpool F. C. 1). Se trataba de un jugador muy habilidoso con el balón y con gran precisión en el pase. Ganó la Copa del Generalísimo de 1969 con el Athletic. Sin embargo, su carrera se vio truncada el día 23 de noviembre de 1969 tras una dura entrada de Marañón en un partido contra el C. E. Sabadell F. C., que le produjo una grave lesión que lo apartó del fútbol. Tras cinco operaciones y varias reapariciones fallidas, tuvo que abandonar su carrera como jugador. El 19 de agosto de 1975 se le realizó un homenaje de despedida en San Mamés frente al Borussia Mönchengladbach. En total, disputó cuarenta y siete partidos en la Liga, en los que marcó seis goles. También jugó con la selección española en las categorías sub-21 y sub-23.

### Como entrenador
Tras su retirada, Clemente empezó dirigiendo al Arenas Club, con el que consiguió el ascenso a Tercera División en la temporada 1975-76. Posteriormente, entrenó al C. D. Basconia (1976-78), Athletic Juvenil (1978-79) y al Bilbao Athletic (1979-81).

#### Athletic Club
En 1981 se hizo cargo del primer equipo del Athletic Club en sustitución de Iñaki Sáez. En poco tiempo, Clemente consiguió crear uno de los mejores equipos de la historia del club bilbaíno, juntando canteranos como Urkiaga, Argote o Zubizarreta con veteranos como Dani y Goikoetxea. En su primer año dejó al equipo en cuarta posición y, en la temporada 1982-83, ganó la Liga. En el año 1984 consiguió un doblete al proclamarse campeón de la Liga y la Copa del Rey. La revista Don Balón le concedió su galardón al mejor entrenador de la competición durante esas dos temporadas consecutivas. En los dos años siguientes el equipo quedó tercero, finalista de Copa en 1985 y semifinalista en 1986. El Athletic de Clemente se hizo famoso por su garra y casta en el campo, y por su apuesta por el juego de contraataque.
La salida de Clemente del Athletic fue consecuencia de sus desavenencias con el delantero internacional Manu Sarabia; Clemente tomó la decisión de alejar del equipo de forma permanente al jugador, achacándole una presunta falta de disciplina en el campo. La directiva del club rojiblanco conminó al entrenador a retractarse de dicha decisión, pero Clemente se negó, por lo que fue destituido el 25 de enero de 1986, siendo relevado de forma provisional por Iñaki Sáez. Algunos jugadores del equipo manifestaron públicamente su desacuerdo con la decisión de la directiva.

#### R. C. D. Español
Entre 1986 y 1989 Clemente entrenó al R. C. D. Español. En su primer año con el conjunto periquito, la temporada 1986-87, consiguió un tercer puesto en la tabla clasificatoria, que supuso la mejor posición liguera en la historia del equipo. Por ello, volvió a ganar el Premio Don Balón como mejor entrenador. En la campaña 1987-88 el equipo terminó en la 15.ª posición en Liga y logró el subcampeonato de la Copa de la UEFA tras perder en la final frente al Bayer Leverkusen en la tanda de penaltis, y habiendo eliminado previamente a equipos como el A. C. Milan o el Inter de Milán. Clemente fue cesado y sustituido por Pepe Mauri en la jornada 25 de la temporada 1988-89, cuando el equipo iba en 18.ª posición con diecisiete puntos. El presidente perico tomó la decisión debido a unas declaraciones de Clemente al diario Deia en las que ponía en tela de juicio la capacidad de algunos jugadores del plantel.

#### Club Atlético de Madrid
En la temporada 1989-90 Clemente fichó por el Club Atlético de Madrid pero su estancia en el club del Manzanares duró sólo 240 días. El 27 de febrero de 1990, a pesar de que el equipo marchaba en segunda posición, fue destituido por Jesús Gil. Las razones esgrimidas por el presidente atlético fueron que «el objetivo era ganar algo. Nos ha salido mal y, por tanto, hay que cambiar».

#### Segunda etapa en el Athletic Club y el Español
Tras su breve periplo en el Atlético de Madrid, Clemente regresó al Athletic Club en junio de 1990. Firmó un contrato por una temporada, prorrogable según resultados, pero fue relevado de su cargo en la jornada 26 debido a la mala marcha del equipo. En esta segunda etapa Clemente se convirtió en el entrenador con más partidos al frente del Athletic Club tras superar los 235 partidos de Juan Urquizu.
En la temporada 1991-92, el Español lo contrató de nuevo para intentar salvar al equipo del descenso. Clemente entrenó al conjunto barcelonés en los últimos veinte partidos de Liga, consiguiendo diez victorias y cuatro empates que certificaron la permanencia. El club de Sarriá propuso a Clemente continuar pero, en junio de 1992, la Real Federación Española de Fútbol le ofreció dirigir a la selección española y aceptó la oferta.

#### Selección española

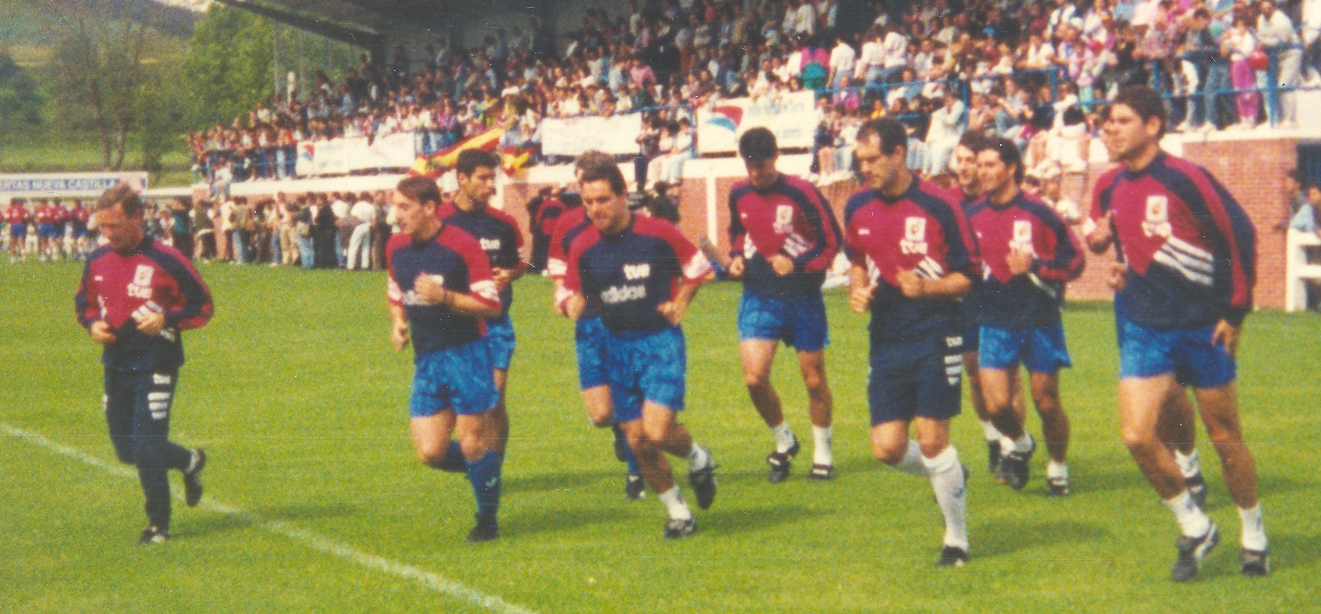
Clemente, entrenando a la selección española en 1994.

Entre 1992 y 1998 Clemente fue seleccionador de España. Su primer partido fue un amistoso contra Inglaterra, en los Campos de Sport de El Sardinero de Santander, que terminó con victoria española por un gol a cero. Sus primeros años en el cargo estuvieron marcados por un polémico relevo en la columna vertebral del combinado nacional: por decisión de Clemente, los jugadores del F. C. Barcelona de Johan Cruyff sustituyeron a los de la Quinta del Buitre como núcleo del equipo.
Bajo la batuta del baracaldés, la selección española consiguió la clasificación para el Mundial de 1994, la Eurocopa 1996 y el Mundial de 1998. En las dos primeras competiciones, España cayó en cuartos de final contra Italia e Inglaterra, respectivamente. En el Mundial de 1998 quedó apeada de la competición en la fase de grupos. El 5 de septiembre de 1998, en el primer partido de clasificación para la Eurocopa 2000, España cayó ante Chipre por tres goles a dos y Clemente fue cesado del cargo.
Clemente dirigió al equipo español durante sesenta y dos partidos, en los que consiguió treinta y seis victorias, veinte empates y seis derrotas. Entre el 7 de septiembre de 1994 y el 28 de enero de 1998 encadenó una racha de treinta y un partidos invicto. En aquel momento se trataba de los mejores números de un seleccionador español, si bien sus resultados fueron mejorados posteriormente por Luis Aragonés y Vicente del Bosque. Su periodo al frente de la selección estuvo marcado por sus continuos roces con los medios de comunicación, en especial los del Grupo Prisa.

#### Real Betis, Real Sociedad, Olympique de Marsella y C. D. Tenerife
En la temporada 1998-99 Javier Clemente dirigió al Real Betis Balompié, convirtiéndose en el cuarto entrenador del equipo sevillano en tres meses, tras Luis Aragonés, António Oliveira y Vicente Cantatore. Comenzó su trabajo con el Betis en la jornada 7, cuando ocupaba la última posición de la tabla, y terminó dejándolo en la 11.ª a final de temporada.
En la jornada 9 de la campaña 1999-2000 fue fichado por la Real Sociedad para sustituir al cesado Bernd Krauss. El conjunto donostiarra era, en esos momentos, el decimoséptimo clasificado. La Real terminó la liga decimotercera y Clemente fue renovado para la siguiente temporada, en la que fue destituido en la jornada 6.ª, con el equipo en puestos de descenso tras haber cosechado una victoria, dos empates y tres derrotas.
Posteriormente, aunque su prioridad era entrenar a un club español, la reglamentación de la RFEF no se lo permitió, por lo que se vio obligado a buscar trabajo en la Liga francesa. Entre noviembre de 2000 y abril de 2001 entrenó, durante trece partidos (4 victorias, 3 empates y 6 derrotas), al Olympique de Marsella. Clemente ganó contra el A. S. Saint-Étienne su primer partido como entrenador en Francia, pero no llegó a terminar la temporada, dejando al equipo en el puesto 13.º en la jornada 30 del campeonato.
En la jornada 26 de la temporada 2001-02 fue contratado por el C. D. Tenerife para intentar salvar al equipo del descenso, siendo en esos momentos colista destacado. Cosechó cuatro victorias, dos empates y seis derrotas, y el equipo terminó penúltimo, perdiendo la categoría.

#### Tercera etapa en el Espanyol y el Athletic Club
En la campaña 2002-03, tras la jornada 14, fue llamado por tercera vez por el R. C. D. Espanyol para tratar de salvar al equipo, penúltimo a cinco puntos de la permanencia. Se convirtió en el tercer entrenador periquito en lo que iba de temporada, después de Juande Ramos y Ramón Moya. Tras siete victorias, doce empates y cinco derrotas, el equipo terminó 17.º, siete puntos por encima del descenso, por lo que Clemente fue renovado. En la jornada 10 de la temporada 2003-04 fue destituido debido a la mala marcha del equipo, dejando al Espanyol como colista de Primera División. En su despedida, Clemente criticó la venta de algunos jugadores importantes, en especial la de Roger García.
Tras casi dos años sin entrenar, en 2005 fue contratado por el Athletic Club para relevar a José Luis Mendilibar. Corría la jornada 10 y el club bilbaíno era el último clasificado en la tabla. Clemente consiguió salvar al equipo, que terminó el ejercicio en el puesto 12.º, a seis puntos del descenso. El año siguiente fue elegido para empezar el nuevo proyecto pero fue destituido antes de empezar la competición por criticar la política de fichajes de la directiva de Fernando Lamikiz. Clemente había pedido una serie de fichajes que incluía a Gorka Iraizoz, Raúl García, Iñaki Muñoz, Josu Sarriegi e Igor Gabilondo; sin embargo, las únicas incorporaciones del club ese verano fueron Gabilondo, Sarriegi y el entonces juvenil del C. A. Osasuna, Javi Martínez. Clemente declaró que en lugar de lo que él había solicitado le habían traído un «chavalito» que no conocía, argumentando que era «como si pides pan y te traen nocilla». Tras su salida del club, el técnico declaró que «Lamikiz me ha vendido vilmente».

#### Selección serbia

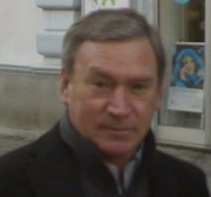
Javier Clemente, en el año 2007.

El 21 de julio de 2006, Clemente se convirtió en el entrenador de la selección de fútbol de Serbia. Llegó al país balcánico por iniciativa del presidente de la Asociación de Fútbol de Serbia, Zvezdan Terzić. Debutó el día 16 de agosto contra la República Checa y renovó a una envejecida selección, incorporando nuevos valores como Milan Smiljanić. Aunque mantuvo sus opciones hasta el último partido, el equipo no consiguió clasificarse para la Eurocopa 2008, siendo superado en la fase clasificatoria por Polonia y Portugal.
En septiembre de 2007 Clemente sufrió un accidente doméstico en su casa de Bilbao que le imposibilitaba viajar en avión hasta Belgrado, por lo que recorrió 2320 kilómetros en automóvil para poder dirigir al equipo. A su llegada fue recibido como un héroe por cientos de aficionados y por la ministra serbia de deportes. Javier Clemente fue despedido el 6 de diciembre de 2007, habiendo dirigido a Serbia durante dieciséis partidos, en los que consiguió siete victorias, siete empates y dos derrotas.

#### Real Murcia y Real Valladolid
Tras flirtear con la selección de Irán, el 6 de marzo de 2008 fue fichado por el Real Murcia C. F. para intentar mantener al equipo en Primera División. Último en la clasificación en la jornada 27, el conjunto pimentonero había ganado uno de los posibles veinticuatro puntos anteriores a la llegada de Clemente. Los números no mejoraron y el equipo terminó la Liga penúltimo. A pesar de ello, Clemente continuó con el Real Murcia el siguiente curso en Segunda División, regresando por primera vez a la categoría de plata desde que abandonó el Bilbao Athletic en 1981. Fue destituido tras la jornada 16, con el equipo en puestos de descenso a Segunda B.
A finales de la temporada 2009-10, el Real Valladolid C. F. contrató a Clemente tras la destitución de Onésimo Sánchez para intentar rescatar del descenso al conjunto blanquivioleta, en ese momento a siete puntos de la salvación. Dirigió al equipo durante los últimos ocho partidos de Liga en los que sumó doce puntos tras cosechar tres victorias, tres empates y dos derrotas. Pese a ello, el Real Valladolid descendió en la última jornada en el Camp Nou, al caer derrotado por 4-0 ante el F. C. Barcelona.

#### Selección camerunesa
El 17 de agosto de 2010, fue nombrado seleccionador de Camerún, en reemplazo de Paul Le Guen, quien dimitió tras perder todos los partidos de la fase de grupos del Mundial 2010. Durante la fase de clasificación para la Copa África 2012, los Leones Indomables cosecharon un bagaje de tres victorias, dos empates y una derrota, quedándose fuera de la fase final de la competición. Por ello, el 24 de octubre de 2011, Clemente fue destituido.

#### Real Sporting de Gijón
El 13 de febrero de 2012 fue contratado como nuevo técnico del Real Sporting de Gijón, sustituyendo a Iñaki Tejada, cuando el equipo se encontraba a seis puntos de la salvación. El 17 de marzo sumó su partido n.º 500 como técnico de Primera División en una derrota por 2-1 frente al Granada C. F. en el estadio Nuevo Los Cármenes. En total, dirigió al Sporting durante deciséis encuentros, consiguiendo la victoria en cinco ocasiones, empatando en tres y cayendo derrotado en ocho. Estos números, a pesar de haber permitido que el equipo llegara a la última jornada del campeonato con opciones de salvación, no impidieron el descenso del conjunto rojiblanco a Segunda División tras perder el último encuentro ante el Málaga C. F. en La Rosaleda. Al terminar la temporada y expirar su contrato, se anunció que no continuaría al frente del Sporting.

#### Selección libia
El 24 de septiembre de 2013 se hizo oficial un acuerdo para dirigir a la selección de Libia. Después de cuatro meses en el cargo, logró llevar al combinado africano a la conquista del Campeonato Africano de Naciones de 2014, hecho que supuso el primer título internacional para la federación libia. El 9 de octubre de 2016 fue cesado de su cargo como seleccionador de Libia tras una derrota por 4-0 frente a la República Democrática del Congo.

#### Selección de Euskadi
En marzo de 2019 se hizo cargo de la selección de Euskadi.

#### Selección libia
El 25 de mayo de 2021 volvió a firmar con Libia, siendo su segunda etapa al frente del combinado africano.
El 28 de marzo de 2022 anuncia que no continúa al frente de Libia.

## Clubes

### Como jugador
| Club          | País   | Año       |
| ------------- | ------ | --------- |
| Athletic Club | España | 1968-1974 |

### Como entrenador
| Período   | Equipo                  | País                   | PJ  | PG  | PE  | PP  |
| --------- | ----------------------- | ---------------------- | --- | --- | --- | --- |
| 1975-1976 | Arenas Club             | Bandera de España      | 38  | 18  | 14  | 6   |
| 1976-1978 | C. D. Basconia          | Bandera de España      | 80  | 28  | 11  | 41  |
| 1979-1981 | Bilbao Athletic         | Bandera de España      | 80  | 32  | 21  | 27  |
| 1981-1986 | Athletic Club           | Bandera de España      | 227 | 118 | 54  | 55  |
| 1986-1988 | R. C. D. Español        | Bandera de España      | 127 | 42  | 39  | 46  |
| 1989-1990 | Club Atlético de Madrid | Bandera de España      | 31  | 16  | 7   | 8   |
| 1990-1991 | Athletic Club           | Bandera de España      | 32  | 12  | 4   | 16  |
| 1991-1992 | R. C. D. Español        | Bandera de España      | 20  | 10  | 4   | 6   |
| 1992-1998 | Selección de España     | Bandera de España      | 62  | 36  | 20  | 6   |
| 1998-1999 | Real Betis Balompié     | Bandera de España      | 36  | 15  | 5   | 16  |
| 1999-2000 | Real Sociedad de Fútbol | Bandera de España      | 31  | 9   | 11  | 11  |
| 2000-2001 | Olympique de Marsella   | Bandera de Francia     | 13  | 4   | 3   | 6   |
| 2002      | C. D. Tenerife          | Bandera de España      | 12  | 4   | 2   | 6   |
| 2002-2004 | R. C. D. Español        | Bandera de España      | 35  | 9   | 14  | 12  |
| 2005-2006 | Athletic Club           | Bandera de España      | 31  | 11  | 9   | 11  |
| 2006-2007 | Selección de Serbia     | Bandera de Serbia      | 17  | 7   | 7   | 3   |
| 2008      | Real Murcia C. F.       | Bandera de España      | 31  | 6   | 6   | 19  |
| 2010      | Real Valladolid C. F.   | Bandera de España      | 8   | 3   | 3   | 2   |
| 2010-2011 | Selección de Camerún    | Bandera de Camerún     | 9   | 4   | 4   | 1   |
| 2012      | Real Sporting de Gijón  | Bandera de España      | 16  | 5   | 3   | 8   |
| 2013-2016 | Selección de Libia      | Bandera de Libia       | 14  | 3   | 6   | 5   |
| 2019-2021 | Selección de Euskadi    | Bandera del País Vasco | 2   | 1   | 1   | 0   |
| 2021-2022 | Selección de Libia      | Bandera de Libia       | 9   | 3   | 1   | 4   |
| TOTAL     | TOTAL                   | TOTAL                  | 961 | 396 | 249 | 315 |

## Palmarés

### Como jugador

#### Campeonatos nacionales
| Título                | Club          | País   | Año  |
| --------------------- | ------------- | ------ | ---- |
| Copa del Generalísimo | Athletic Club | España | 1969 |
| Copa del Generalísimo | Athletic Club | España | 1973 |

### Como entrenador

#### Campeonatos nacionales
| Título                     | Club          | País   | Año  |
| -------------------------- | ------------- | ------ | ---- |
| Primera División de España | Athletic Club | España | 1983 |
| Primera División de España | Athletic Club | España | 1984 |
| Copa del Rey               | Athletic Club | España | 1984 |
| Supercopa de España        | Athletic Club | España | 1984 |

#### Copas internacionales
| Título              | Selección | País      | Año  |
| ------------------- | --------- | --------- | ---- |
| Campeonato Africano | Libia     | Sudáfrica | 2014 |

#### Distinciones individuales
| Distinción                                               | Año              |
| -------------------------------------------------------- | ---------------- |
| Premio Don Balón al mejor entrenador de Primera División | 1983, 1984, 1987 |
| Medalla de Plata de la Real Orden del Mérito Deportivo   | 1999             |

## Filmografía
- Documental TVE (28-09-2018), «Conexión Vintage - Javier Clemente (I)» en RTVE
- Documental TVE (26-10-2018), «Conexión Vintage - Javier Clemente (II)» en RTVE